# John B. Hoge

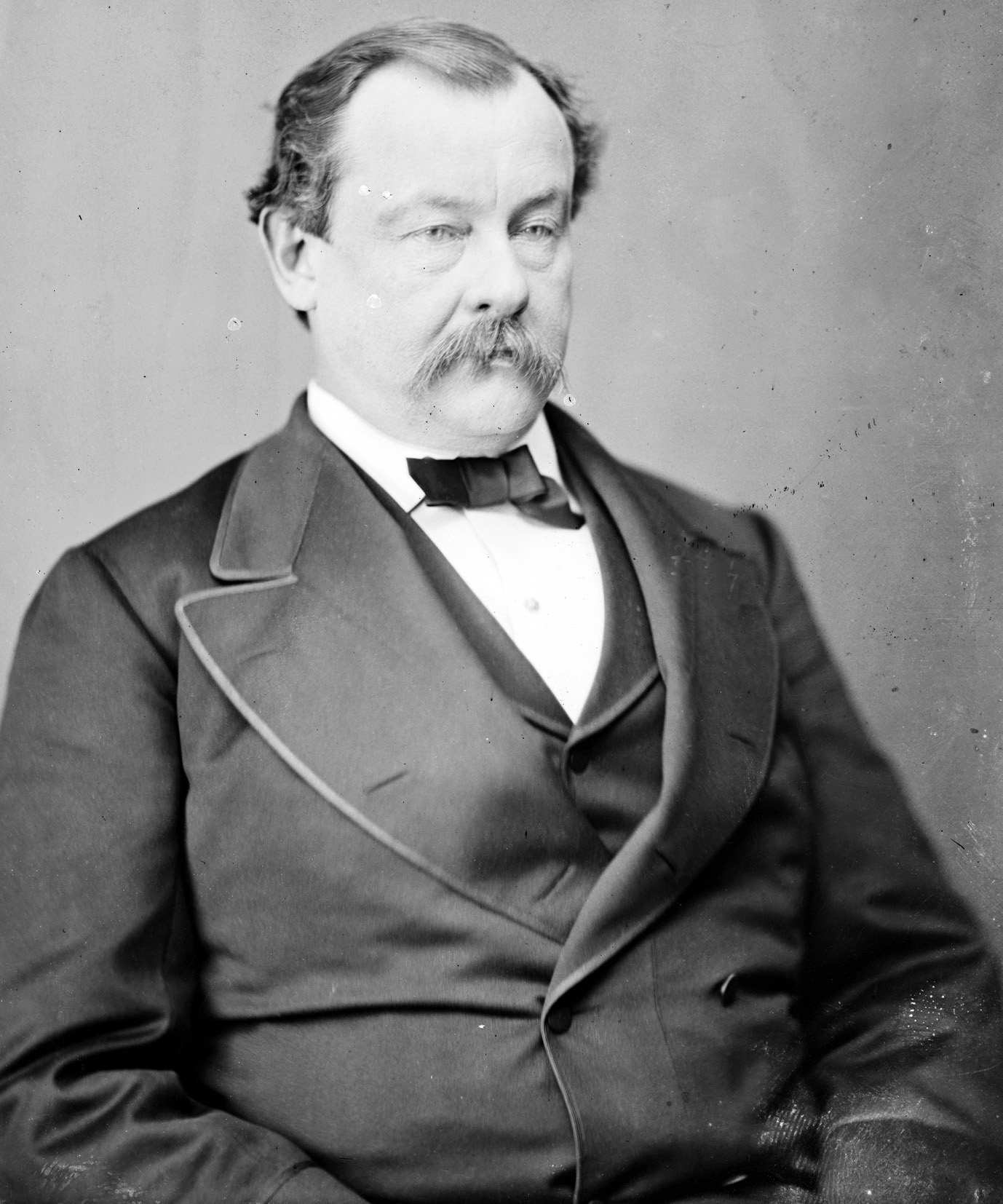
John B. Hoge

John Blair Hoge (* 2. Februar 1825 in Richmond, Virginia; † 1. März 1896 in Martinsburg, West Virginia) war ein US-amerikanischer Jurist und Politiker. Zwischen 1881 und 1883 vertrat er den zweiten Wahlbezirk des Bundesstaates West Virginia im US-Repräsentantenhaus.

## Werdegang
Nach einem Jurastudium und seiner im April 1845 erfolgten Zulassung als Rechtsanwalt begann John Hoge in Martinsburg in seinem neuen Beruf zu arbeiten. Im Jahr 1853 wurde er Präsident der Bank of Berkeley. Politisch trat Hoge der Demokratischen Partei bei. Zwischen 1855 und 1859 saß er im Abgeordnetenhaus von Virginia. Im Jahr 1860 nahm er als Delegierter an beiden Democratic National Conventions teil, die in Charleston (South Carolina) und Baltimore (Maryland) stattfanden.
Während des Bürgerkrieges war Hoge Soldat in der Armee der Konföderierten Staaten. Nach dem Krieg war er in Martinsburg im inzwischen neu gegründeten Staat West Virginia als Journalist und als Rechtsanwalt tätig. Im Jahr 1872 war er Delegierter auf einer Versammlung zur Überarbeitung der Verfassung von West Virginia. Von 1872 bis 1876 gehörte Hoge dem Democratic National Committee an. 1872 wurde er Richter im dritten Gerichtsbezirk seines neuen Heimatstaates; dieses Amt bekleidete er bis August 1880.
Bei den Kongresswahlen des Jahres 1880 wurde Hoge in das US-Repräsentantenhaus in Washington, D.C. gewählt. Dort trat er am 4. März 1881 die Nachfolge von Benjamin F. Martin an. Im Kongress absolvierte er bis zum 3. März 1883 aber nur eine Legislaturperiode. Zwischen 1885 und 1889 war Hoge Bundesstaatsanwalt im District of Columbia. Er starb 1896 in Martinsburg.